# Olokun
Olokun es una de las Deidades de la religión yoruba. Es el Orisha del océano, representa el mar en su estado más aterrador. Es el dueño de las profundidades del mar. Es andrógino, lo mismo hombre que mujer. Es el lado negativo de yemayah aquella eterna amante que une las parejas, olokun las separa, para que olokun logre la separación tiene que haber personas de origen y pasado en contra de uno o ambos miembros de la pareja. Es decir familia de origen y personas del pasado en contra de la relación. 
Pertenece al Panteón yoruba como un Orisha mayor al ser "ángel de la guarda" y no puede coronarse en la ceremonia de Kari Osha, esto a diferencia de los menores que no se coronan.

## El Orisha
Olokun es fundamento de Osha e Ifá y está relacionado con los secretos profundos de la vida y de la muerte. Proporciona salud, prosperidad y evolución material. Orisha de las profundidades del océano, es lo más profundo del mar donde habita y a él pertenecen las riquezas del mar. En algunas versiones es uno de los caminos de Yemayá. En ocasiones se le representa mitad hombre, mitad pez, aunque esto es indefinido
Encarna al mar en su aspecto aterrador y extraño al hombre, y todas las riquezas del océano son suyas. Para muchos es hermafrodita, y vive encadenado en las profundidades del mar, donde en una cueva tiene su palacio rodeado de piedras preciosas y paredes de marfil.
Obbatalá lo encadenó al fondo del océano, cuando intentó matar a la humanidad con el diluvio.
Siempre se le representa con careta.

## Osha - Ifa
Olokun es entregado tanto por Babalawos o Iworos, y la validez de ambos está reconocida. La principal diferencia entre el Olokun del Santero (Iworo) y el del Babalawo es que el del Awo no contiene agua. El Olokun del Babalawo vive en el espacio vacío de las rocas que existen entre el núcleo de la tierra y el agua de los océanos. El del Santero lleva agua ya que su centro es Aggana Erí, la espuma del mar.
Por eso en Ifá el culto a Olokun se realiza junto con Oduduwá, es la relación y conjunción de la tierra con el mar. Es una ceremonia donde se le ofrenda un toro a Olokun y se hace bailar las tinajas con las nueve caretas.
Olokun no va a la cabeza de ningún iniciado es recibido y entregado por los Olochas en una ceremonia que incluye ritual en el mar, También se realiza un awan con 21 ministras y luego se baila a la canasta.

## Características
Con Olokun conviven dos espíritus Somú Gagá y Akaró simbolizando a la vida y a la muerte respectivamente. Se hallan representados por una muñeca confeccionada que toma la imagen de quien o quienes la utiliza para separar con material de plomo que lleva en una mano una serpiente (Akaró) y en la otra una careta (Somú Gagá).
Número: 7 y sus múltiplos
Colores: Azul, Blanco o Negro
Los atributos de Olokun son:
- el timón,
- sirena,
- muñeca de plomo con una serpiente en una mano y en la otra una careta,
- barquitos,
- anclas,
- conchas,
- hipocampos,
- estrellas de mar,
- lleva 21 otás (7 oscuras, 7 conchíferas y 7 de arrecife), 2 manos de caracoles.

## Diloggún
En el diloggún habla por Irosso (4), Eyeunle meyi (8-8) y fundamentalmente por Oshakuaribó (17).
Olokun habla a través de Orunmila con los Ikines.

## Receptáculo
Existen dos caminos: hay casas que entregan una sola tinaja y otras que entregan una tinaja con otra pequeña dentro.
Su receptáculo es una tinaja grande de barro o loza, de colores azulinos o negros, donde se ubican sus atributos que viven en agua de mar.

## Herramientas
Ancla, llave, salvavidas, timón de barco, hélice de barco, media luna, bote, sirena, sol y una muñeca con los brazos tendidos de cuyas manos penden una careta y una serpiente.

## Elekes
Son varios, pero predomina el azul combinado con cuentas rojas, verdes, amarillas y algunos casos negras y blancas.

## Familia
Padre y madre de Yemayá. Esposo de 11 Olosas y Olonas (ninfas del mar)

## Ofrendas y bailes
Se le ofrenda maíz molido cocinado con ajo, cebolla y manteca, bolas de alegría de coco, etc. Se le inmolan gallo blanco, pollo, palomas, ganso, pato, jicotea y gallina de guinea.